# Marsö, Oskarshamns kommun
Marsö är en skärgårdsö med bofast befolkning i Misterhults skärgård i Oskarshamns kommun. 

## Geografi
Marsö är en granitö belägen i innerskärgården omgiven av öar och holmar i alla väderstreck, kallat Marsöarkipelagen. På andra sidan Bysundet i sydost finner man Kuggen och Orrholmen. Lilla Förholmen respektive Botleholmen gränsar i norr medan Gåsklubben flankerar i väst. Stora Venholmen utgör en större udde förbunden med huvudön i söder. Den bebyggelse som finns på Marsö är koncentrerad till byn på sydöstra delen av ön.

## Natur
Naturen är typisk för denna del av ostkustskärgården där tallskogsvegetation dominerar öarnas inre medan bergklippor av granit möter havet längs med öns stränder. Hällmarker förekommer fläckvis inne på ön men då ofta bevuxna med lavar och mossor, bland annat vitlav. Lövskog förekommer i de sänkor där tjockare jordlager har kunnat ansamlas. På Marsö finns flera diken som grävts för att leda bort dagvatten från de sänkor och vattensamlingar som förekommer i naturen.

## Historik
Marsö är ännu idag en bebodd ö och har så varit sedan åtminstone 1543 då ett kronohemman finns upptaget i jordeboken. 1812 fanns på ön sex gårdar. Tre huvudsakliga sysselsättningar har bedrivits av öbefolkningen genom århundradena; lotsning, fiske och lantbruk. Lotsningen fortgick från åtminstone 1500-talet fram till 1642 då verksamheten flyttades över till lotsstationen i Kråkelund. I syfte att kunna bruka jorden har omfattande avvattning skett via utdikningar. För att leda vattnet ut i saltsjön så har man på vissa sträckor varit tvungna att spränga sig genom berget.
Fisket av främst ål och strömming har historiskt tillhört de viktigaste försörjningskällorna på Marsö. 1880 fanns sju fiskare, 250 strömmingsskötar och 150 ålhommor redovisade. 1961 fanns sex yrkesfiskare bosatta på ön. 1973 fanns det fem familjer boende på ön året runt. Marsö hör till de få skärgårdsöar som ännu idag är bebodda året runt. Ett företag på ön bedriver kommersiellt fiske kombinerat med försäljning och servering på fastlandet.